# المظيلة
المظيلة إحدى مدن الجمهورية التونسية، تقع في ولاية قفصة. بلغ عدد سكانها عام 2004 ما تعداده 12383 نسمة.